# Schneckenstein (Tannenbergsthal)
Schneckenstein est une colonie des mineurs qui fait partie du village Tannenbergsthal et appartient à la municipalité Muldenhammer en Saxe.

## Histoire

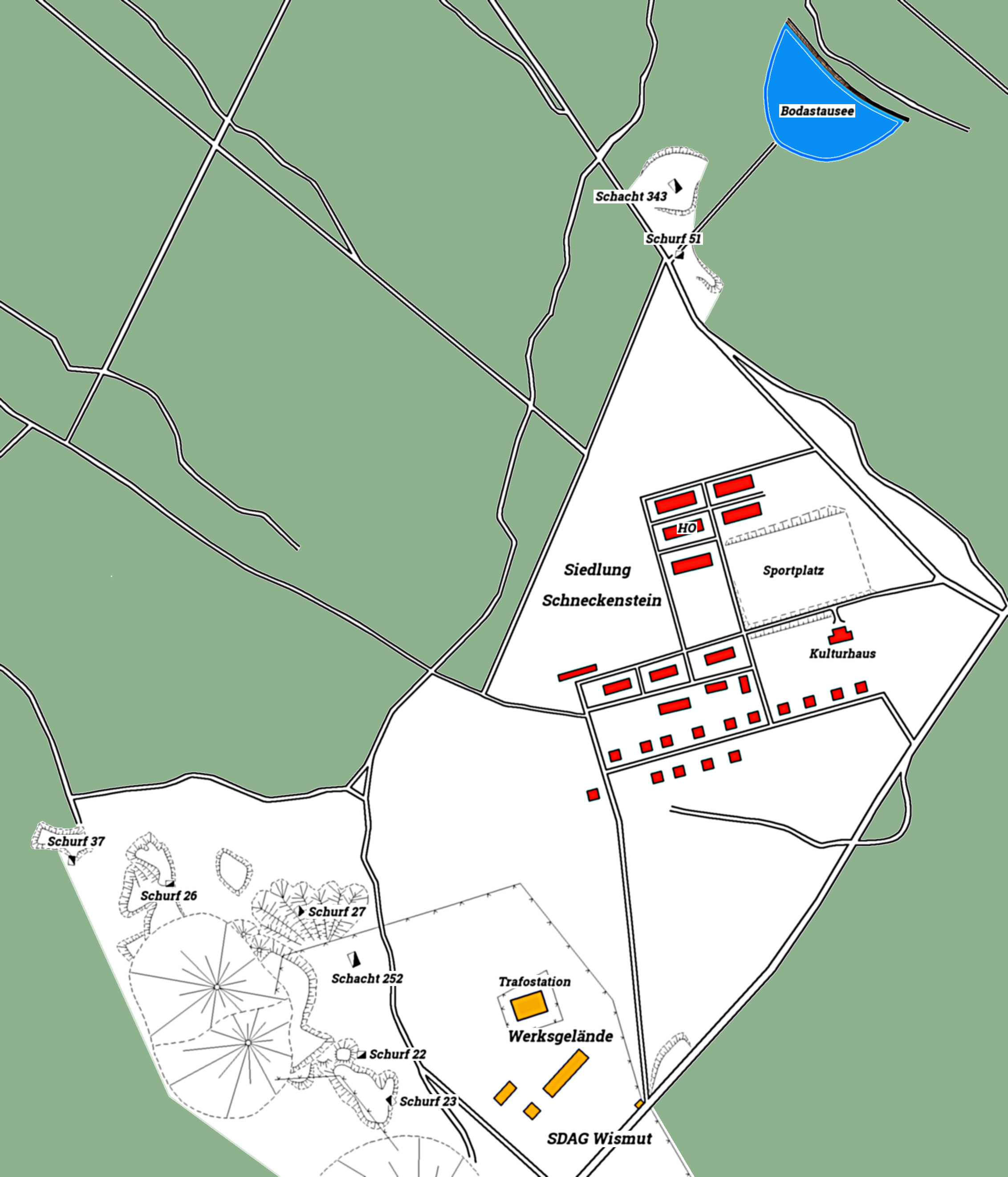
Plan (ca. 1960)

La colonie Schneckenstein est construite de 1948 à 1953 par l’entreprise Wismut. Son nom vient de celui du rocher Schneckenstein qui se trouve à environ 500 m à l’est. Au nord se trouvent quatre logements collectifs, au centre des maisons multi-familiales, et au sud des maisons individuelles.
De 1946 à 1959, le minerai d'uranium a été extrait dans l’endroit. Après la fin de l’extraction du minerai, les anciens logements collectifs sont utilisés pour les séjours scolaires et pour l’éducation pré-militaire. De 1958 à 1991, le centre des sports d’hiver de la DHfK se trouvait sur le terrain d’une mine au sud-ouest de la zone peuplée. Les terrils profilés de l’ancienne mine servaient de pistes de ski. Les bâtiments de la mine ont été démolis après l’an 2000, sauf le réfectoire qui est utilisé comme pavillon par le club de tir d’Auerbach. À Schneckenstein il y avait aussi une colonie des vacances pour les ouvriers d’une entreprise étatique de construction industrielle de Karl-Marx-Stadt.
En 1968, Schneckenstein est incorporé dans la commune de Tannenbergsthal.

## Tourisme
L’ancienne mine d’étain Grube Tannenberg à l’est de Schneckenstein est une mine-musée. Le «centre des minéraux du Vogtland et de la Bohême» (Vogtländisch-Böhmisches Mineralienzentrum Schneckenstein) se trouve dans les anciens bâtiments de l’administration de la mine. Le rocher Schneckenstein est connu pour son gisement de la topaze et est un point de vue populaire.